# NATO Military Police Centre of Excellence
Das NATO Military Police Centre of Excellence (MP COE; deutsch Kompetenzzentrum für militärpolizeiliche Aufgaben) ist eine internationale militärische Organisation, die aufgestellt wurde, um die Transformation der NATO zu unterstützen. Es ist Teil des NATO COE Programms.

## Militärpolizei
Militärpolizeiliche Aufgaben, wie der militärische Ordnungs- und Verkehrsdienst fallen querschnittlich in nahezu allen Streitkräften an. Bei der Bundeswehr werden diese von der Feldjägertruppe übernommen.

## NATO-COE Programm
Centres of Excellence (COE) der NATO sind, in Einzelfällen national, sonst multinational getragene bzw. finanzierte Dienststellen mit dem Rechtsstatus einer Internationalen Militärischen Organisation (Grundlage: Pariser Protokoll von 1952). Zweck dieser COE ist die Unterstützung der Transformation der NATO. Sie sind dem Allied Command Transformation (ACT) zugeordnet, jedoch nicht Teil der NATO-Kommandostruktur. Ihre Arbeitspakete werden mit dem ACT koordiniert und richten sich nach den Verfahren und Richtlinien der NATO. Ein COE arbeitet auf mindestens drei der folgenden Felder (COE Pillars):
- Doktrinentwicklung und Standardisierung
- Konzeptentwicklung und Erprobung
- Auswertung und Erkenntnisumsetzung
- Ausbildung und Übungen

## Auftrag und Aufgaben
Der Auftrag des MP COE ist es, militärpolizeiliche Fachexpertise im Kompetenzbereich für die NATO sowie für die am MP COE beteiligten Nationen streitkräftegemeinsam und multinational bereitzustellen, um die Weiterentwicklung und Standardisierung militärischer Fähigkeiten voranzutreiben.

## Arbeitsumfeld
Der besondere Status der NATO COEs als Internationale Militärische Organisationen und ihr Charakter als Think Tank in ihrem speziellen Kompetenzbereich erfordern eine interdisziplinäre Ausrichtung, nicht nur den engen Bezug zu den Streitkräften, sondern auch zu anderen Regierungs- und Nichtregierungsorganisationen, zur Wissenschaft und zur Wirtschaft. Das Pendant in Deutschland ist das Kommando Feldjäger der Bundeswehr.

## Struktur
Die Führung des MP COE liegt beim Steering Comittee.